# Бодавели, Давид Георгиевич
Давид Георгиевич Бодавели (род. 3 июля 1956, Душети) — советский самбист и дзюдоист, бронзовый призёр чемпионатов СССР по дзюдо 1981—1983 годов, чемпион (1977) и бронзовый призёр (1978) чемпионатов СССР по самбо, победитель и призёр международных турниров по дзюдо, чемпион Европы 1981 года в Дебрецене по дзюдо, бронзовый призёр чемпионата мира по дзюдо 1981 года в Маастрихте, мастер спорта СССР международного класса. По дзюдо выступал в полусредней (до 78 кг) и средней (до 86 кг) весовых категориях.

## Спортивные результаты

### Дзюдо
- Чемпионат СССР по дзюдо 1981 года — ;
- Чемпионат СССР по дзюдо 1982 года — ;
- Чемпионат СССР по дзюдо 1983 года — ;
- 11 ноября 1982 года, Мемориал Дзигоро Кано, Токио — ;
- 3 октября 1982 года, командный чемпионат Европы, Милан — ;
- 15 ноября 1981 года, Мемориал Дзигоро Кано, Токио — ;
- 6 сентября 1981 года, Чемпионат мира, Маастрихт — ;
- 17 мая 1981 года, Чемпионат Европы, Дебрецен — ;
- 8 февраля 1981 года, международный турнир, Тбилиси — ;
- 12 февраля 1979 года, международный турнир, Тбилиси — ;

### Самбо
- Чемпионат СССР по самбо 1977 года — [2];
- Чемпионат СССР по самбо 1978 года — [3];